# Hister furcipes
Hister furcipes är en skalbaggsart som beskrevs av Sylvain Auguste de Marseul 1854. Hister furcipes ingår i släktet Hister och familjen stumpbaggar. Inga underarter finns listade i Catalogue of Life.